# Andrea Guarneri
Andrea Guarneri, född 1626, död 1698, var en violinmakare från Cremona och medlem av den välkända violinbyggarfamiljen Guarneri. En av Andrea Guarneris lärare var Nicola Amati.